# Embigryllus
Embigryllus – wymarły rodzaj owadów z rzędu świerszczokaraczanów i rodziny Blattogryllidae, obejmujący tylko jeden znany gatunek: Embigryllus shcherbakovi.
Rodzaj i gatunek typowy opisali w 2011 Danił Aristow, Léa Grauvogel-Stamm i Francine Marchal-Papier. Opisu dokonano na podstawie pojedynczej skamieniałości pochodzącej z piętra anizyku w triasie, odnalezionej w Arzviller, na terenie francuskich Wogezów. Epitet gatunkowy nadano na cześć paleontologa Dimitrija Szczerbakowa.
Owad ten miał przednie skrzydło długości 4 mm, o prostym przednim brzegu i zaokrąglonym wierzchołku. Sektor radialny miał początek w dosiebnej ćwiartce skrzydła i zlewał się z przednią żyłką medialną na odcinku wyposażonym w dwa odgałęzienia. Żyłka medialna pozbawiona była wolnej nasady; jej przednia i tylna gałąź odchodziły od przedniej żyłki kubitalnej. Tylna żyłka medialna miała jedno krótkie rozwidlenie. Nasadowa ⅓ tylnej żyłki kubitalnej była mocno zbliżona do nierozgałęzionej pierwszej  żyłki analnej.